# 基恩·约翰逊
基恩·约翰逊（英語：Keen Johnson，1896年1月12日—1970年2月7日）是肯塔基州政治家，1939年至1943年担任该州第45任州长。截至2014年，他仍然是唯一出任过该职的新闻工作者。第一次世界大战期间，约翰逊曾远赴欧洲服役，并在退役后买下《伊丽莎白镜报》出任主编。报纸在他的经营下重燃生机，竞争者出高价将之买下，约翰逊于是用所获利润继续求学，于1922年取得肯塔基大学新闻学学位。毕业后，他成为《安德森新闻报》主编，并于1925年与他人合资买下《里士满记事日报》并担任编辑。
1935年，约翰逊成为民主党的肯塔基州副州长候选人，并与竞选搭档A·B·哈皮·钱德勒一起赢得普选，从1935年任职到1939年。1939年，约翰逊获得民主党州长候选人提名，不久该州联邦参议员M·M·洛根在任上去世，钱德勒于是辞去州长职务，由继任州长的约翰逊任命他填补参议员席位空缺。接下来，约翰逊又在普选中战胜共和党人金·斯沃普赢得4年完整任期。约翰逊有心改善州内心理医疗和惩教机构，但由于第二次世界大战爆发，肯塔基州财政紧张，这一目标的达成因此受阻。但是，他还是实现了多项改进和调整，不但消除了肯塔基州欠下的700万美元债务，并且还在任期结束时积累出1000万美元的财政盈余。
卸任州长后，约翰逊进入雷诺兹金属公司担任总裁特别助理，并在这里一直工作到1961年。1946年，他休假一年，接受总统哈里·S·杜鲁门任命出任首席劳工部副部长，并多次代部长出席内阁会议。1960年他再度出山竞选联邦参议员，但不敌在任共和党参议员约翰·谢尔曼·库珀。1970年2月7日，基恩·约翰逊在肯塔基州里士满辞世，享年74岁。

## 早年生活
基恩·约翰逊于1896年1月12日在肯塔基州莱昂县的布兰登查普尔（Brandon's Chapel）出生。他的父亲叫罗伯特·约翰逊（Robert Johnson），母亲叫玛蒂·约翰逊（Mattie Johnson），霍洛威（Holloway）是母亲的娘家姓。基恩是两人唯一的儿子，一家人住在一套两居室的木屋里。基恩的名字源于约翰·基恩（John S. Keen），后者来自亚代尔县，是约翰逊一家的朋友。此外，罗伯特和玛蒂还有两个女儿，一个叫凯瑟琳（Catherine），另一个叫克里斯汀（Christine）。罗伯特·约翰逊是位循道宗牧师，一家人经常因为他工作上的需要而迁居。
基恩辗转多所公立学校读完小学，然后进入埃尔克顿的循道宗学府范德比尔特男生预科学校就读。1914年，他完成预备课程并获密苏里州霍華德縣费耶特（Fayette）的中央卫理公会学院录取。约翰逊本有意进入密苏里大学新闻学院继续深造，但随着美国进入第一次世界大战，他中断学业加入美国陆军，准备奔赴欧洲前线。
接受基本训练后，约翰逊于1917年5月15口进入堪萨斯州的赖利堡（Fort Riley）接受军官训练。1917年8月，他获得少尉军衔并分配到芬斯顿营（Camp Funston）的美国远征军89师第354步兵团。1918年3月29日，约翰逊晋升中尉，再于1918年6月4日被派往法国，在陆军线路和参谋学院学习后勤通讯。作为美国远征军的一员，他继续在欧洲服役，后于1919年4月回国，再于1919年10月31日从陆军榮退。
1917年6月23日，还在接受军事训练的约翰逊与尤妮斯·尼科尔斯（Eunice Nichols）成婚。两人的独生女朱迪思（Judith）于1927年5月19日出生。离开军队后，约翰逊从父亲那里借钱买下了《伊丽莎白镜报》（Elizabethtown Mirror）。这家报纸当时正在生存困境中苦苦挣扎，约翰逊接手后几乎是从零开始，不久后，竞争对手出资买下已重现生机的《伊丽莎白镜报》。这一转手让约翰逊获利不少，他利用这些钱进入肯塔基大学继续深造，并在求学期间担任《列克星敦先驱报》（Lexington Herald）记者。1922年，约翰逊获新闻学文学学士学位。该校还在1940年授予他名誉法学博士学位。
毕业后，约翰逊买下《安德森新闻报》（The Anderson News）的半数所有权，成为该报主编兼出版商。1925年，谢尔顿·索夫利（Shelton M. Saufley）邀请约翰逊合资购买《里士满记事日报》（Richmond Daily Register）。出版日报的机遇让约翰逊深受鼓舞，他接受了索夫利的邀请。约翰逊为报纸撰写社论，其中一篇让他名声大振，成为1932年肯塔基州民主党中央委员会执行秘书。之后他继续担任这一职务并出版《里士满记事日报》至1939年。

## 从政生涯
1935年，约翰逊与两名对手竞争肯塔基州副州长民主党候选人提名。约翰逊在初选中的得票数量比··怀斯（J. E. Wise）和··赖特（B. F. Wright）都要多，但没有超过总票数的一半，根据新制订的选举法，这种情况下需要启动两轮选举制。9月7日，约翰逊在两轮选举制选举中战胜怀斯获得提名。
A·B·哈皮·钱德勒在民主党初选中战胜在任州长鲁比·拉冯钦点的汤姆·雷亚（Tom Rhea）获得州长候选人提名。约翰逊曾是雷亚的支持者，1927年民主党州长初选时，他支持的是罗伯特··克劳（Robert T. Crowe），而非钱德勒看好的前州长J·C·W·贝克汉姆。虽然有这样的过去，但约翰逊和钱德勒还是搁置分歧，一起赢得了普选胜利。钱德勒比共和党候选人金·斯沃普（King Swope）多了9.5万余票，约翰逊更是以超10万票的优势轻取对手··卡瓦纳夫（J. J. Kavanaugh）。

### 肯塔基州州长
钱德勒和拉冯之间的分歧导致肯塔基州民主党内部派系林立。1939年时，由于钱德勒派系没能涌现出强有力的州长候选人，因此州长支持约翰逊参选。老约翰·Y·布朗（John Y. Brown, Sr.）宣布参选，与约翰逊争取党派提名。由于布朗经常公开批评钱德勒政府，因此他的参选令钱德勒派系更为团结。反对钱德勒的前州长鲁比·拉冯，以及汤姆·雷亚、厄尔·C·克莱门茨（Earle C. Clements）和阿尔本·W·巴克利都支持布朗，他还得到了美国煤矿工人工会和劳工领袖约翰·L·刘易斯（John L. Lewis）的支持。但这些都不足以改变扭转战局，约翰逊以超过3.3万票的优势击败布朗赢得民主党提名。

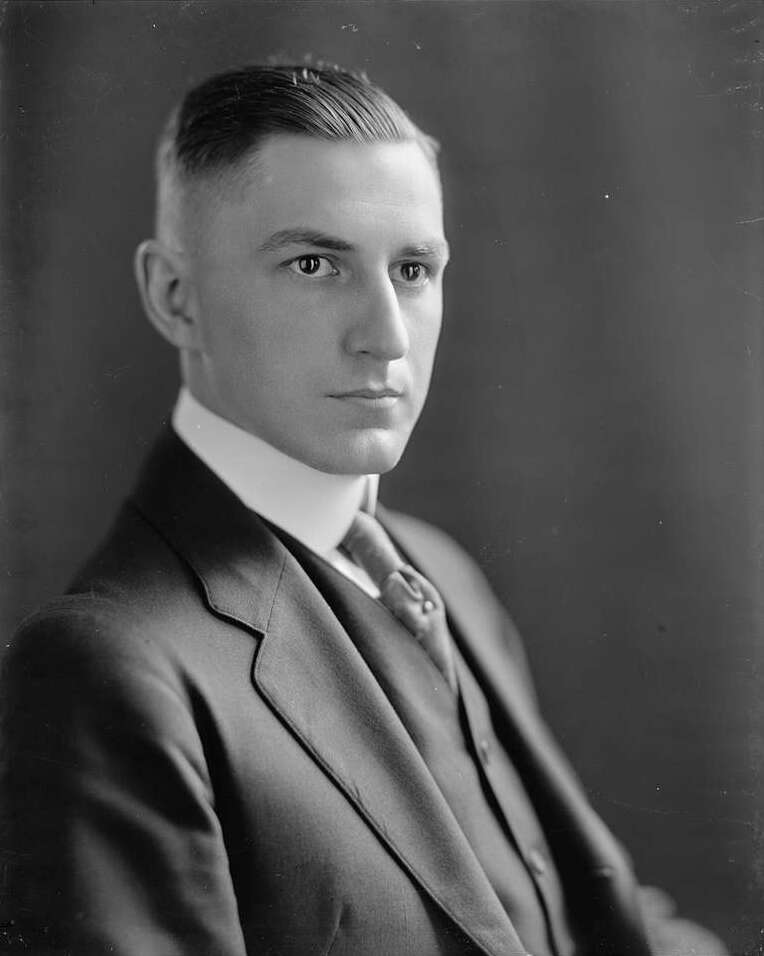
金·斯沃普（图）在1939肯塔基州州长选举中不敌约翰逊

共和党推举的候选人是在1935年州长选举中败于钱德勒的金·斯沃普。但就在竞选期间，在任民主党肯塔基州联邦参议员M·M·洛根于1939年10月去世，钱德勒辞去州长职务由约翰逊继任，约翰逊再动用州长任命权指派钱德勒填补参议员席位空缺。到了11月17日举行的普选中，约翰逊又以46万零834票战胜得票35万4704的斯沃普，获得完整州长任期。
约翰逊在就职演说中承诺，会做“一位节约、节俭而质朴的州长”。就职期间，他提出的政策不但消除了肯塔基州欠下的700万美元债务，并且到他任期结束时，州政府已经积累出1000万美元的财政盈余，这是继···贝克汉姆政府在1903年实现财政盈余以来肯塔基州首度重现这一目标，并且约翰逊还没有增加任何税赋。不过，还是有些肯塔基州民主党人对约翰逊的治理方式不满，有说法称：“老基恩这里省一点，那里省一点，差点儿没把我们都省到死掉。”
《路易斯维尔信使日报》（Louisville Courier-Journal）记者霍华德·亨德森（Howard Henderson）撰写了多篇曝光约翰逊政府内政治腐败的报道，其中影响较大的一个与洗衣合同有关。约翰逊手下的州总检察长休伯特·梅雷迪斯（Hubert Meredith）政治抱负远大，随意宣扬自己对政府的担忧，以此自我宣传、争取民意支持。历史学家詹姆斯·克洛特（James C. Klotter）指出：约翰逊政府的政治丑闻是否比别的州长政府更多这点尚无定论，但从媒体宣传来看却显然如此。
1940年立法会议期间，约翰逊成功说服州议会为教师退休系统拨款，事实上，该州之前就已经通过这项立法授权，但却一直没有落实。约翰逊信奉财政保守主义，但他还是增加了多个项目拨款，为州内老年人提供每年100万美元的协助款项。这年立法会议期间通过的其他举措还包括：为肯塔基州上诉法院法官提供养老金，在州内建立多个水土保持区，并对销售药用大麻下达禁令。
约翰逊执政的关注重点是改善肯塔基州的心理医疗和惩教机构，这些改善工作早在钱德勒担任州长期间就已开始。约翰逊曾表示，自己任期结束时，肯塔基州的精神病院和监狱都处于40年来的最佳状态，但他还是对无法百尺竿头，更进一步感到失落。由于第二次世界大战爆发，肯塔基州需要承担相应的财政义务，因此州内的建设工作不得不受到限制。
1941年立法会议期间，州议会通过法案，为州内商家向邻近各州销售酒精饮料大开绿灯，即便这些州的法律禁止酒精饮料销售也不例外，为此约翰逊动用了州长的否决权。法案本来很得民心，拥有州内许多强大特殊利益集团的支持。肯塔基州众议院的投票结果是84票赞成，无人反对，州参议院则是31票赞成，3票反对。但在约翰逊行使否决权后，州众议院改变了立场，以86票赞成，3票反对维持州长的否决结果。
1942年立法会议期间，约翰逊努力为肯塔基州多个城市争取从田纳西河谷管理局购买配电。他在向州议会演说时宣称：“对于公众决策问题，我还从未如此坚信……这其中理念的正确性就像十诫般不容质疑。”最终，州议会通过了州长要求的所有必要立法。
约翰逊担任州长期间，肯塔基州政府取得的一项重大成就就是通过法案，重新划分立法选区。根据联邦宪法规定，各州在十年一度的人口普查后应当重新划分立法选区，但肯塔基州的立法选区划分从1893至1941年间几乎是文分未动。1942年立法会议期间，约翰逊要求州议会提前休会，以便自己召集特别立法会议，解决重新划分选区问题。议会遵从了州长的要求，法案最终在特别议程中通过。
1943年州长选举前，约翰逊在民主党初选中发挥积极影响。候选人包括罗德斯·迈尔斯、本·基尔戈（Rodes K. Myers）和约瑟夫·莱特·唐纳森（Joseph Lyter Donaldson），其中迈尔斯是约翰逊任内的副州长，但已与约翰逊政府势不两立。约翰逊指责迈尔斯是北卡罗莱纳州过来的投机分子、“政治冒险家”和“假冒农民”。约翰逊还嘲讽拥有《路易斯维尔信使日报》、农村电力协会和农业局强大支持的基尔戈，称他是“卡萨诺瓦”。唐纳森曾是约翰逊的竞选经理，他最终得到州长支持并获得民主党提名，但在普选中不敌共和党人西米恩·威利斯（Simeon Willis）。

## 晚年及辞世
从1940年开始，约翰逊就是肯塔基州民主党全国委员会成员，并一直任职到1948年。1942年6月6日，他获任命为东部州立学院（今东肯塔基大学）校董会董事，并在这个位置上工作了8个年头。1944年1月1日，他成为雷诺兹金属公司总裁的特别助理，就战后失业问题向总裁提供建议。1945年，他又成为该公司公关部门副总裁。
约翰逊与工会领袖发展出坚实的友谊，1946年，总统哈里·S·杜鲁门和肯塔基州联邦参议员阿尔本·巴克利邀请他出任新设立的劳工部副部长一职。1946年8月，约翰逊从雷诺兹公司离休接受总统任命。由于劳工部长刘易斯·斯文伦巴赫（Lewis B. Schwellenbach）身体欠佳，约翰逊经常代他出席杜鲁门总统的内阁会议。
1947年中期，约翰逊回到雷诺兹公司。1950年，他成为公司董事会成员。接下来，他组织了多场销售主管会议，还四处奔走，为公司的铝制品拓展销路。1961年1月，约翰逊从雷诺兹公司退休。
1960年，约翰逊重新出山竞选联邦参议员。他在民主党初选中战胜老对手布朗，但在普选中不敌共和党在任参议员约翰·谢尔曼·库珀。1961和1964年，他两度入选肯塔基州教育委员会。1964年，他成为州修宪大会代表。1965年，肯塔基大学授予约翰逊百年纪念奖，并把他列入杰出校友名人堂。1970年2月7日，基恩·约翰逊在肯塔基州里士满逝世，享年74岁，身后遗骨下葬在里士满公墓。

### 脚注
1. 1 2 3 4 5 6 7 8  Odgen, p. 178
2. 1 2 3 4 5 6 7 8 9 10 11 12 13 14 15  Powell, p. 96
3. 1 2 3 4 5  Harrison in The Kentucky Encyclopedia, p. 474
4. 1 2 3 4  Odgen, p. 177
5. 1 2 3 4 5 6 7 8 9 10 11 12 13 14 15 16 17 18 19 20  Hay, "Guide to the Collection of Keen Johnson"
6. 1 2 3 4 5 6 7  "Kentucky Governor Keen Johnson". National Governors Association
7. ↑  Klotter, p. 304
8. 1 2  Klotter, p. 317
9. 1 2  Klotter, p. 306
10. 1 2 3  Klotter, p. 318
11. ↑  Klotter, pp. 318–319
12. 1 2 3 4 5 6 7 8 9  Ogden, p. 179
13. 1 2 3  Klotter, p. 322
14. ↑  Harrison in A New History of Kentucky, p. 373
15. ↑  "University of Kentucky Alumni Association – Keen Johnson"

### 文献
- Harrison, Lowell H. . Kleber, John E.  (编). . Associate editors: Thomas D. Clark, Lowell H. Harrison, and James C. Klotter. Lexington, Kentucky: The University Press of Kentucky. 1992. ISBN 0-8131-1772-0.
- Harrison, Lowell H.; James C. Klotter. . The University Press of Kentucky. 1997  [2015-02-22]. ISBN 0-8131-2008-X. （原始内容存档于2014-10-20）.
- Hay, Charles; Rebecca Quillen. . Eastern Kentucky University.   [2009-04-21]. （原始内容存档于2009-04-21）.
- . National Governors Association.   [2015-02-22]. （原始内容存档于2014-12-17）.
- Klotter, James C. . The University Press of Kentucky. 1996  [2015-02-22]. ISBN 0-916968-24-3. （原始内容存档于2015-02-22）.
- Ogden, Frederic D. . Lowell Hayes Harrison  (编). . Lexington, Kentucky: The University Press of Kentucky. 2004. ISBN 0-8131-2326-7.
- Powell, Robert A. . Danville, Kentucky: Bluegrass Printing Company. 1976. OCLC 2690774.
- . University of Kentucky.   [2015-02-22]. （原始内容存档于2015-02-22）.

## 扩展阅读
- Beasley, Mark. . Eastern Kentucky University. 1985.
- Fraas, Elizabeth M. . University of Kentucky. 1984.
- Jillson, Willard Rouse. . State Journal Company. 1940.